# シェシー
シェシー（仏: Chessy）はフランス、セーヌ＝エ＝マルヌ県にあるコミューン。パリ東郊のニュータウンであるマルヌ＝ラ＝ヴァレの地域内にあり、ディズニーランド・パリ敷地の大部分が属する。

## 交通
RER A線の2駅がある。
- マルヌ＝ラ＝ヴァレ＝シェシー駅 - 終着駅でディズニーランドリゾートの表玄関、TGVやユーロスターなども停車する
- ヴァル＝デュロップ駅fr:Gare de Val d'Europe - 南部のニュータウン地域